# Nibaldo Inestrosa Cantín
Nibaldo Inestrosa Cantín (Puerto Montt, Región de Los Lagos, 1951) es un neurobiólogo chileno, profesor de neurobiología molecular de la Pontificia Universidad Católica de Chile. En 1999 ganó la Beca Guggenheim. En 2008 ganó el Premio Nacional de Ciencias Naturales de Chile.

## Biografía
Motivado por su padre quien le regaló un microscopio a los 10 años, desde pequeño comenzó a explorar e investigar. Estudió en la escuela pública N.º 2 de Puerto Montt. Posteriormente, se trasladó a la ciudad de Valdivia, donde asistió al Instituto Salesiano. Una vez terminados sus estudios secundarios, se trasladó a Santiago para ingresar a la Escuela de Medicina de la Universidad de Chile, pero al poco tiempo dejó esta carrera y entró a la Universidad Católica, donde se graduó en 1974 como Licenciado en Ciencias Biológicas. Aquí conoció a su mentor, el Dr. Joaquín V. Luco, quien recibió el Premio Nacional de Ciencias de Chile en 1975.
Se ha dedicado a investigar la enfermedad de Alzheimer. Sus investigaciones le consiguieron ganar el Premio Nacional de Ciencias en 2008. En la actualidad trabaja con fármacos naturales para combatir esta enfermedad junto con la fibrosis.

## Antecedentes Académicos
Nibaldo Inestrosa se vuelve licenciado en la Pontificia Universidad Católica de Chile en 1974 y doctor en la misma en 1982. Realizó su posdoctorado en Neurobiología Molecular en la Universidad de California en 1982. Su especialización es Neurobiología Molecular: Regulación Neurotrófica de la Acetilcolinesterasa Sináptica y su Anclaje a la Superficie Celular. Biología Celular de la Matriz Extracelular. Proteína Precursora del Amiloide y Mecanismo de Formación del Amiloide.
A junio de 2019, cuenta con 369 documentos publicados a su nombre en Scopus y con 30 en Web of Science.
Actualmente es el director del Centro de Envejecimiento y Regeneración CARE Chile UC, de la Pontificia Universidad Católica de Chile, además de trabajar como académico de la Facultad de Ciencias Biológicas UC.

## Publicaciones
Nibaldo Inestrosa ha publicado  un gran número de artículos y libros, tanto en solitario como en multiautoría, llegando a tener 282 publicaciones ISI y 27 libros y capítulos de libros. A continuación una lista de algunos de sus trabajos.
- Rios, J., Ríos Leal ,J., Godoy, J. e Inestrosa N. (2018). Wnt3a ligand facilitates autophagy in hippocampal neurons by modulating a novel GSK-3Î²-AMPK axis. Cell Communication and Signaling. (En línea). Recuperado de: doi: 10.1186/s12964-018-0227-0.
- Zolezzi, J. e Inestrosa, N. (2017). Wnt/TLR Dialog in Neuroinflammation, Relevance in Alzheimer's Disease. Frontiers In Immunology, 16(15),1-12.. Recuperado de: doi: 10.3389/fimmu.2017.00187
- Arrazola, M., Ramos, E., Cisternas, P., Órdenes, D. e Inestrosa, N. (2017). Wnt Signaling Prevents the A beta Oligomer-Induced Mitochondrial Permeability Transition Pore Opening Preserving Mitochondrial Structure in Hippocampal Neurons. Plos 55(12), 8965-8977. Recuperado de: doi: 10.1371/journal.pone.0168840
- Inestrosa, N. y Varela-Nallar, L (2003). Wnt Signaling Roles on the Structure and Function of the Central Synapses: Involvement in Alzheimer's Disease. En: Wislet, S. (Eds.), Trends in Cell Signaling Pathways in Neuronal Fate Decision (pp. 115-139.). Recuperado de: https://www.intechopen.com/books/trends-in-cell-signaling-pathways-in-neuronal-fate-decision/wnt-signaling-roles-on-the-structure-and-function-of-the-central-synapses-involvement-in-alzheimer-s. Doi: 10.5772/54606
- Zolezzi, J. e Inestrosa, N. (2017). Comprehensive Overview of Alzheimer's Disease Neurodegeneration, from Amyloid-β to Neuroinflammatory Modulation. En: Aranda, G (Eds.), Mechanisms of Neuroinflammation (pp. 53-75). Recuperado de: https://www.intechopen.com/books/mechanisms-of-neuroinflammation/comprehensive-overview-of-alzheimer-s-disease-neurodegeneration-from-amyloid-to-neuroinflammatory-mo Doi: 10.5772/intechopen.69463
- Inestrosa, N. Las Incomunicaciones del Alzheimer (2007). Santiago, Chile: Andros Impresores.
- Inestrosa, N. y Arenas, E. (2010). Emerging roles of Wnts in the adult nervous system. NATURE REVIEWS NEUROSCIENCE, 11(2), 77-86. Recuperado de:https://www.nature.com/articles/nrn2755
- Inestrosa, N., Dinamarca, M. y Alvarez, A. (2008). Amyloid-cholinesterase interactions - Implications for Alzheimer's disease. FEBS JOURNAL, 275(4), 625-632. Recuperado de: https://febs.onlinelibrary.wiley.com/doi/full/10.1111/j.1742-4658.2007.06238.x
- Zolezzi, J., Santos, M., Bastías-Candia, S., Pinto, C., Godoy, J. e Inestrosa, N. (2017. PPARs in the central nervous system: roles in neurodegeneration and neuroinflammation. Biological Reviews. 92(4), 2046-2069. Recuperado de: https://www.ncbi.nlm.nih.gov/pubmed/28220655 doi: 10.1111/brv.12320

## Premios y distinciones
- 25 años de Servicio, Pontificia Universidad Católica de Chile (2003).
- Premio al Mérito 2003, Universidad Nacional Andrés Bello (2003).
- Premio Nacional en Ciencias Naturales, Gobierno de Chile (2008).
- 30 años de Servicio, Pontificia Universidad Católica de Chile (2008).
- Hijo Ilustre de Puerto Montt, Municipalidad de Puerto Montt (2009).
- Cátedra Presidencial de Ciencia, Gobierno de Chile.